# Sumpf-Johanniskraut
Das Sumpf-Johanniskraut (Hypericum elodes), auch Sumpf-Hartheu genannt, ist eine Pflanzenart aus der Gattung der Johanniskräuter (Hypericum). Sie kommt nur in Westeuropa vor und ist selten.

## Beschreibung

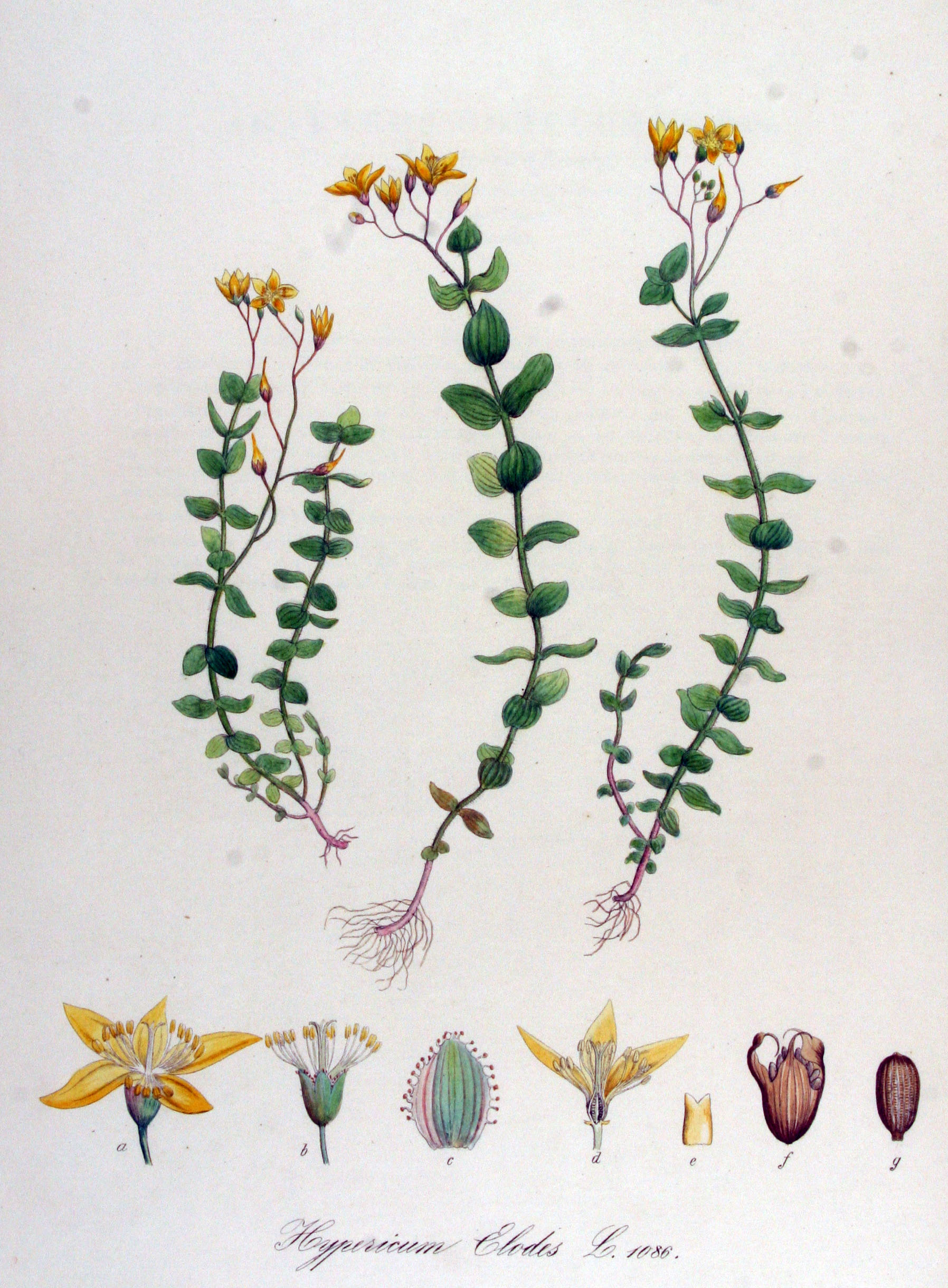
Illustration aus Flora Batava, Volume 14

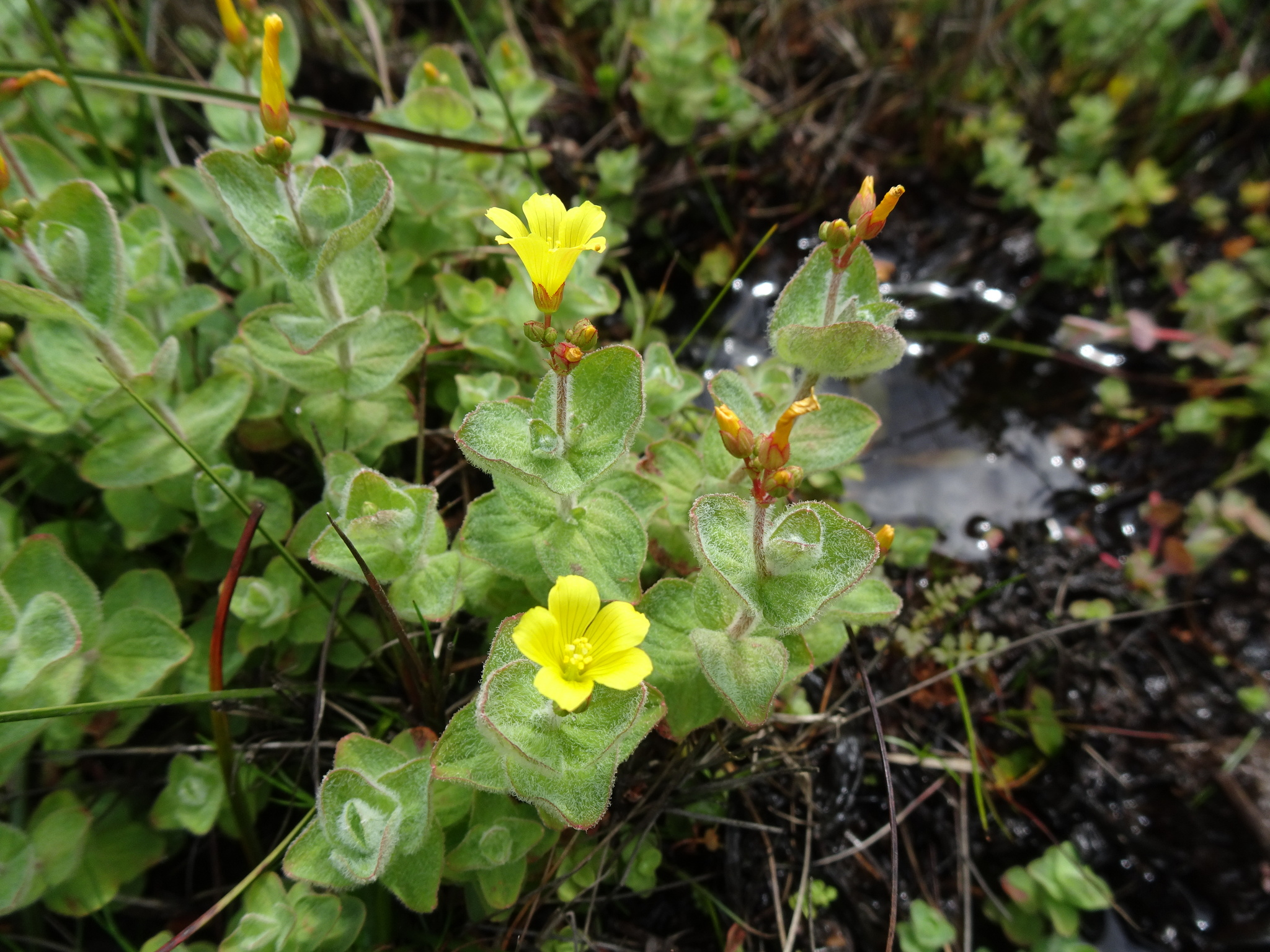
Sumpf-Johanniskraut blühend

### Vegetative Merkmale
Das Sumpf-Johanniskraut ist eine mehrjährige, krautige Pflanze, die Wuchshöhen von bis zu 30 Zentimetern erreicht. Die oberirdischen Pflanzenteile sind flaumig behaart. Die Stängel wachsen niederliegend bis aufsteigend. Sie erreichen eine Länge bis zu 40 Zentimeter und sind rund, gefurcht, im unteren Teil kahl, weiter oben von abstehenden weißen Haaren dicht zottig. Die Laubblätter sind gegenständig angeordnet; sie sind mit undeutlich herzförmigen Grund halbstängelumfassend und sitzend. Die einfache Blattspreite ist eiförmig-elliptisch und behaart und nur bei den untzersten Blättern kahl.

### Generative Merkmale
Die Blütezeit reicht von Juli/August bis September. Der Blütenstand ist eine 1- bis 13-blütige Rispe. Die zwittrigen Blüten sind radiärsymmetrisch und fünfzählig mit doppelter Blütenhülle. Die Deck- und die eiförmigen Kelchblätter zeigen an ihrem fransigen Rand rote Drüsen. Die Kelchblätter sind 4 Millimeter lang. Die fünf zitronengelben Kronblätter sind 6 bis 8 Millimeter lang. Die Staubblätter sind kürzer als die Kronblätter und zu je 5 in 3 Bündeln bis zur Mitte verwachsen. Der Fruchtknoten ist einfächerig und dreigriffelig.
Die Chromosomenzahl beträgt 2n = 32.

## Vorkommen, Vergesellschaftung und Gefährdung
Das Sumpf-Johanniskraut gilt als atlantische Art mit einer euozeanischen Verbreitung. Ihr Areal beschränkt sich auf das nördlich-temperate bis meridionale Westeuropa. Es kommt vor auf den Azoren, in Portugal, Spanien, Frankreich, Belgien, in den Niederlanden, Irland, Großbritannien, Deutschland, Österreich, Italien und Slowenien. Es steigt in den Cevennen bis 1300 Meter Meereshöhe auf.
In Deutschland erreicht sie ihre Ostgrenze und tritt heute fast nur noch im äußersten Westen und Nordwesten in Niedersachsen und Nordrhein-Westfalen auf. Dabei ist insbesondere die niedersächsische Grafschaft Bentheim mit dem angrenzenden nordwest-westfälischen Münsterland zu nennen, ferner der Niederrhein.
Sumpf-Johanniskraut kommt in Mitteleuropa sehr unstetig in lückigen Pioniergesellschaften auf offenen, nährstoff- und basenarmen, schlammfreien Sand- und Torfböden vor, die wechselfeucht bis periodisch überstaut sind. Beispiele hierfür sind Strandlingsrasen in Heideweihern, Teichen und Tümpeln, selten auch in oder an Gräben. Detaillierte pflanzensoziologische Betrachtungen stellen die Art in Igelschlauch-Gesellschaften (Verband Hydrocotylo-Baldellion) und hierbei insbesondere in mesotraphenten Ausbildungen der Assoziation Eleocharitetum multicaulis (Allorge 1922 em R. Tx. 1937).
Starke Bestands- und Arealverluste in den letzten Jahrzehnten werden auf die Entwässerung und den Nährstoffeintrag in Mooren zurückgeführt. In den Roten Listen Deutschlands und der genannten Bundesländer wird die Pflanze als „stark gefährdet“ eingestuft. Nach der Bundesartenschutzverordnung handelt es sich um eine „besonders geschützte Art“.

## Taxonomie
Das Sumpf-Johanniskraut wurde 1759 von Carl von Linné in Amoenitates Academici seu dissertationes ..., vol. 4, S. 105 erstbeschrieben. Synonyme sind Elodes palustris Spach, Hypericum palustre Salisb. nom. illeg. und Hypericum helodes auct.